# Routard

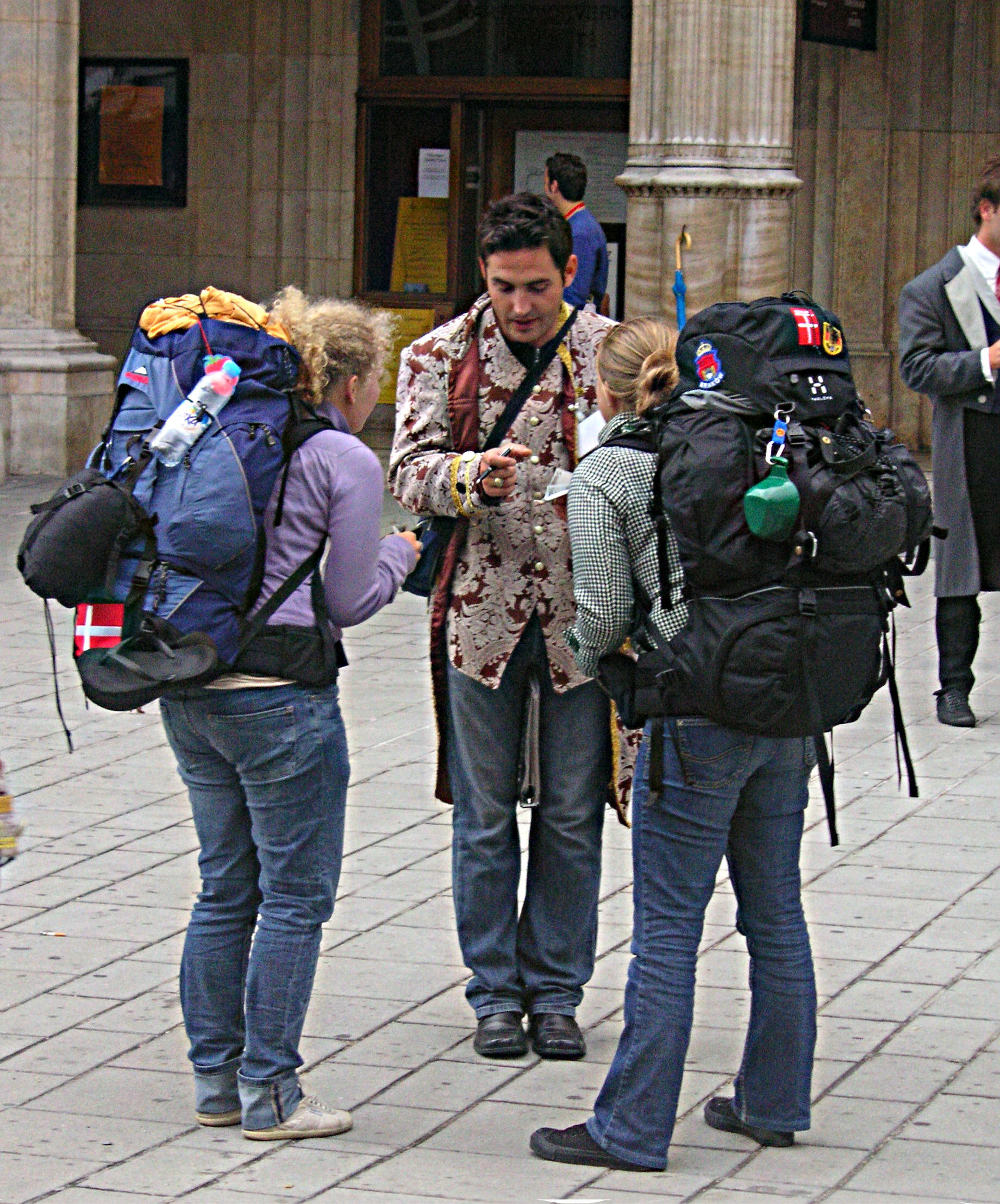
Deux routardes danoises à l'opéra de Vienne en juillet 2005.

Un routard ou un bourlingueur (voire par anglicisme globe-trotter  ou backpacker) est une personne qui voyage de façon autonome et à peu de frais, généralement avec un sac à dos comme seul bagage. Ce type de « bourlingue », également appelé « antivoyage » ou « tourisme pédestre », se présente souvent comme alternative au tourisme de masse et trouve en grande partie ses origines dans les voyages menés par de nombreux jeunes de l'Europe vers l'Inde dans les années 1960, sur le hippie trail dans les années hippies. Aujourd'hui, la bourlingue n'est plus une activité marginale, mais représente un segment de marché du tourisme à part entière.

## Étymologie
Le terme anglais backpacking est formé du mot backpack, qui signifie sac à dos, et de la terminaison -ing indiquant l'aspect de pratique, d'activité. L'office québécois a proposé « tourisme pédestre » pour traduction de backpacking.
Selon Philippe Gloaguen, fondateur du Guide du routard, c'est Jean-François Bizot, patron du magazine hippie Actuel, qui aurait trouvé le mot « routard » en 1972[réf. souhaitée]. Une marque est déposée sous le terme routard auprès de l'INPI depuis 1975 par Philippe Gloaguen.
« Bourlinguer » est à l'origine un terme de navigation qui signifie « rouler et tanguer bruyamment en n'ayant presque pas d'erre ».
Le terme a ensuite pris le sens plus général de naviguer beaucoup, contre le vent. Il s'est ensuite élargi aux routards sur la terre ferme en langage figuré familier, et les substantifs « bourlingueur » et « bourlingue » ont suivi.
Le terme globe trotter () apparaît pour la première fois dans un ouvrage français en 1871 : dans Promenade autour du monde, le baron Joseph Alexander von Hübner dit « aspire[r] à l'honneur d'être ce que les Yankees appellent élégamment a globe trotter, un trotteur autour du globe ».

## Historique
Vers 1700, l'Italien Giovanni Francesco Gemelli Careri ayant fait le tour du monde en transports en commun, a été cité comme l'un des premiers routards au sens où on l'entend aujourd'hui.
Aux États-Unis, des travailleurs itinérants de la fin du XIXe siècle, appelés hoboes, frappent l'imaginaire.
Jack London, dans son recueil de nouvelles La Route paru en 1907, leur rend hommage. Cette figure de l'ouvrier en vadrouille polarise le rêve marginal américain. Dans les années d'après-guerre, les beatniks revendiquent ouvertement leur filiation avec les hoboes.
Jack Kerouac dans Sur la route en 1957 ou Les Clochards célestes en 1958, inspira le voyage hippie. La musique de l'époque n'est pas en reste : Hit the Road Jack de Ray Charles, Highway 61 Revisited de Bob Dylan, On the Road Again de Canned Heat, ou la reprise de Route 66 par les Rolling Stones.
La piste hippie, ou hippie trail, qui suit plus ou moins les traces de la route de la soie, naît dans ces années-là. En auto-stop ou avec d'autres moyens de transport bon marché, puisque les vols charters de cette époque sont encore considérés peu fiables et coûteux pour le budget du routard moyen.
Les guides de voyage commencent aussi à se multiplier. En 1957, Frommer's publie son Europe on $5 a Day. En 1961, le guide Let's Go, de l'étudiant à Harvard Oliver Koppell garantit un voyage d'Europe à l'Asie qui coûterait seulement quatre centimes, soit le prix du ferry sur le Bosphore en Turquie.
Le Guide du routard en France, ou Lonely Planet en Australie, sont des exemples parmi les nombreux guides touristiques par les routards pour les routards qui fleurissent dans ces années-là. Le titre du premier roman de Muriel Cerf en 1974, L'Antivoyage, traduit l'esprit contestataire de la génération hippie contre le tourisme de masse.

## Motivations
Les trois principales motivations au voyage de type backpacking sont la recherche d'un sentiment de liberté, la recherche d'authenticité, la capacité d'adaptation et de mise à l'épreuve de soi.

## La philosophie de la pratique
Un routard n'a que le nécessaire dans son sac à dos, il recherche le contact avec la population locale et est plus indépendant et économe que les autres touristes. Il prend les transports en commun ou fait de l'auto-stop, dort dans des hôtels bon marché comme les auberges de jeunesse, ou utilise les services d'hébergement.
Il existe des façons variées d'être un routard. Certains ont une route fixe, qu'ils ont planifiée, d'autres ne connaissent que la première destination et changent leurs plans au gré de leurs envies. Certains ont une date précise de retour, d'autres ne savent pas au début de leur voyage quand ils rentreront chez eux. Certains ont de l'argent pour tout le voyage, d'autres n'ont qu'un budget limité et devront trouver des petits emplois sur place pour continuer leur voyage. L'idée générale du routard est le mouvement, il souhaite « tailler » ou « tracer la route » et s'inscrit en cela dans l'optique d'auteurs comme Jack Kerouac qui décrivait l'activité comme « une ode aux grands espaces, une épopée, à la découverte de mondes nouveaux »[réf. souhaitée].